# Kierszyszki
Kierszyszki (lit. Keršiškiai) – wieś na Litwie, w okręgu mariampolskim, w rejonie szakowskim.